# 333 Wacker Drive
333 West Wacker Drive es un edificio de oficinas de gran altura de Chicago, la ciudad más poblada del estado de Illinois (Estados Unidos). Es conocido por su reflejo de las curvas del río Chicago en su lado noroeste. Tiene 36 pisos y mide 148,6 metros de altura.

## Características de diseño
En el lado que da al río Chicago, el edificio presenta una fachada curva hecha de vidrio verde, mientras que en el otro lado el edificio se adhiere a la habitual cuadrícula de calles rectangulares. El vidrio refleja tanto el cielo como el río que fluye a su lado. El estudio de arquitectura Kohn Pedersen Fox Associates, que diseñó 333, también diseñó los rascacielos 225 W Wacker al este y 191 N Wacker Drive al sur.
El edificio marca la división entre North Wacker Drive y West Wacker Drive cuando la calle da un giro de 90 grados. Basado en el sistema de cuadrícula de Chicago para los números de calles, si al edificio se le hubiera dado una dirección en North Wacker, el número de la calle habría sido un número impar entre 200 y 300.
Su diseño le ha valido el honor en la lista America's Favorite Architecture del American Institute of Architects.

## En la cultura popular
333 Wacker Drive apareció en la película de 1986 Ferris Bueller's Day Off como el edificio que contiene las oficinas del padre de Ferris Bueller. En celebración del Bicentenario de Illinois 2018, el edificio 333 W. Wacker Drive fue seleccionado como uno de los 200 Grandes Lugares de Illinois por el American Institute of Architects de Illinois (AIA Illinois).
El edificio se utilizó para las tomas exteriores de la sede de Crows Security en Batwoman.

## Galería

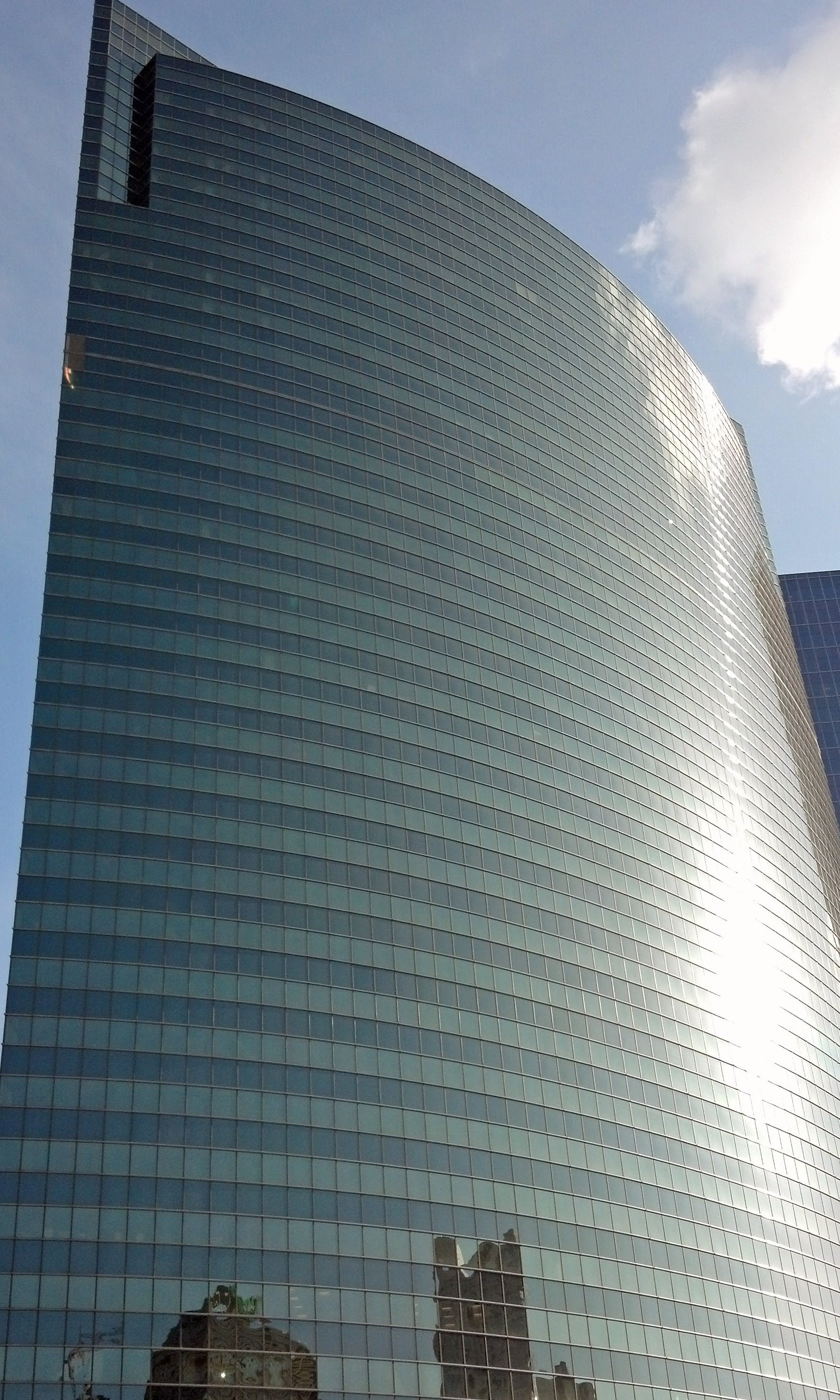
Vista desde la calle
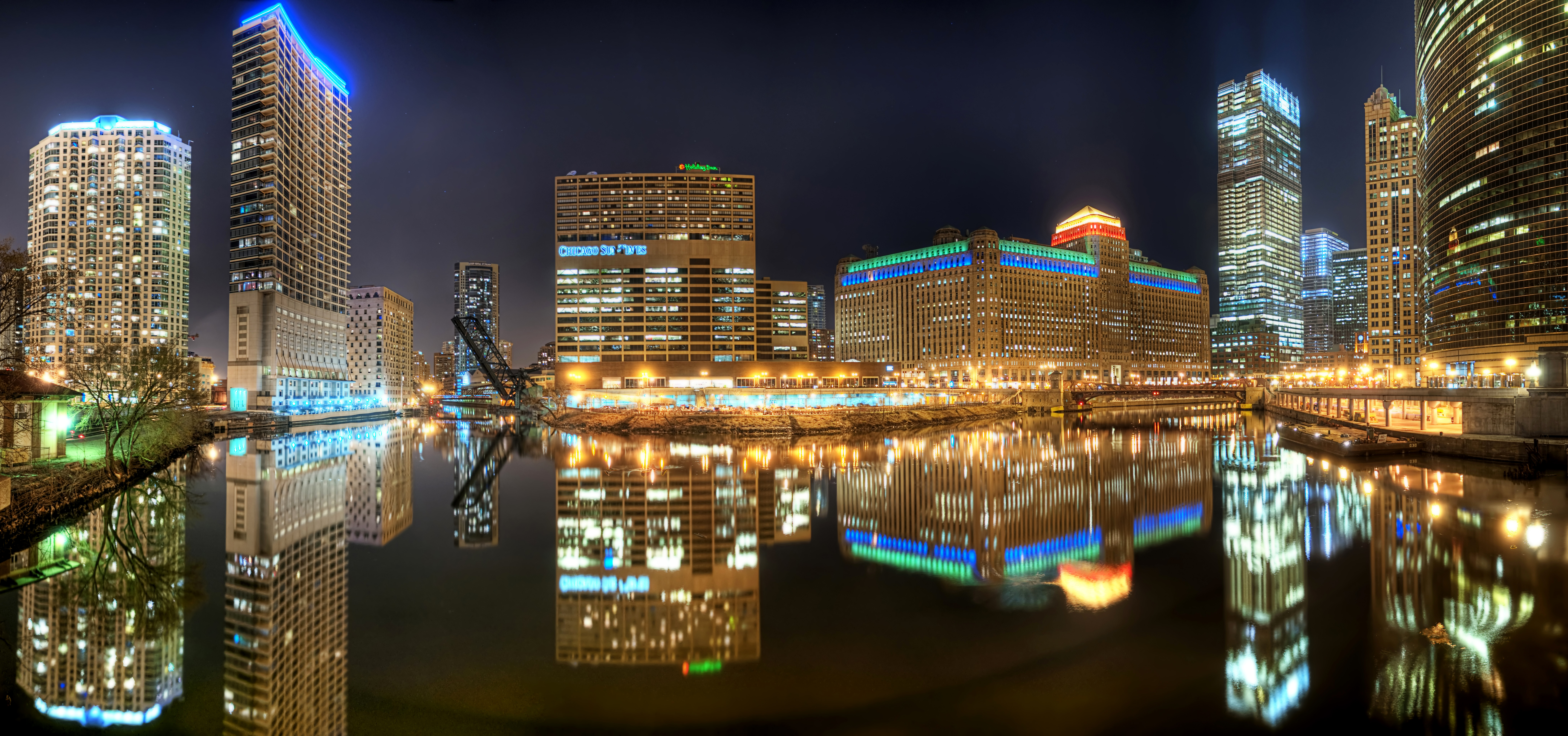
333 Wacker (extremo derecho) y sus alrededores del río Chicago
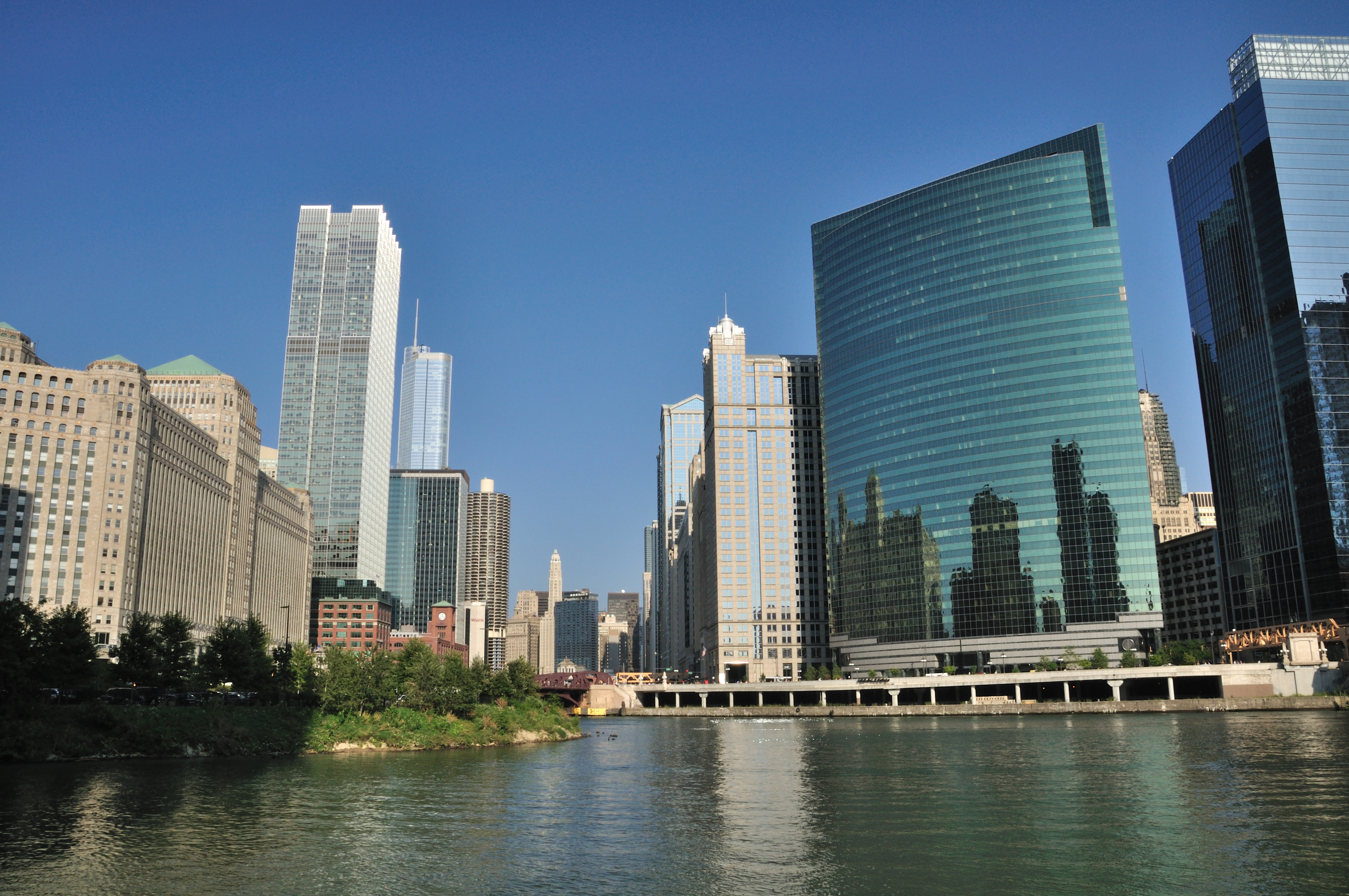
Otra vista del edificio en el contexto del río, mirando hacia el este.